# Леа Коен
Леа Пепо Коен (на латиница: Lea Cohen) е българска музиколожка и писателка, дипломат и политик.

## Биография
Родена е на 29 юни 1942 година в София в семейството на юристи от еврейски произход. Баща ѝ, Пепо-Йосиф Менахем Коен, е председател на Втори състав на т. нар. Народен съд в Сливен.
Леа Коен завършва пиано и музикознание в Българската държавна консерватория, а след това е докторант по история на музиката в Утрехт, Нидерландия.
През следващите години издава няколко книги за историята на музиката, включително монография за Любомир Пипков, както и редица преводи от френски език – критическото наследство на Клод Дебюси, Морис Метерлинк, Жан Кокто, съвременни френски и нидерландски автори. Редактор е в списание „Българска музика“, преподавател във Висшия музикален институт, директор на Софийската филхармония, главен драматург и изпълнителен директор на Международния фестивал „Софийски музикални седмици“.
През 1990 г. е избрана за депутат в VII велико народно събрание от квотата на Съюза на демократичните сили (СДС). След това е посланик в Белгия, Люксембург и ЕС (1991 – 1993), Белгия, Люксембург, НАТО и ЗЕС (1993 – 1996), Швейцария и Лихтенщайн (1997 – 2001).
През ноември 2014 г. заедно с Милена Фучеджиева и Виктория Бисерова възражда Клуба на българските писателки.
През 2016 г. Леа Коен лансира обвинения срещу бележития кмет на София инж. Иван Иванов и сезира Изпълнителното бюро на организацията на евреите в България „Шалом“. Бюрото се събира на 27 октомври и излиза с решение, че организацията „няма конкретни основания да протестира срещу отбелязването по подобаващ начин на заслугите на Иван Иванов като бивш кмет на София“ („Еврейски вести“, 11 ноември 2016). През следващите години Коен продължава да обвинява инж. Иванов в нацизъм и антисемитизъм, обявявайки се против решението на Столичния общински съвет от 2011 г. за поставяне на негов паметник.

## Художествено творчество
След 1996 г. Леа Коен започва да пише романи, като са публикувани:
- „Докато смъртта ни раздели“ (1996, 1999, 2014)
- „Кратката вечност на Алма М.“ (1997, 1998, 2014)
- „Флориада“ (1998, 2014)
- „Консорциум Alternus“ (2005)
- „Кандидат-президента“ (2007)
- „Близка връзка“ (2007)
- „Преследвачът на звуци“ (2008)
- „Сбогом, Брюксел“ (2011)
- „Събирачът на дневници“ (2014)
- „Рафаел“ (2017)
- "Жените от кино РоялЪ"(2019)
- "Спасение, гонения и холокост в царска България (1940-1944) (2022)
- "Приносът. Евреите за България" - фотографски документален албум (2023)

През 2012 г. написва документалната книга „Ти вярваш. Осем погледа върху Холокоста на Балканите“, която на следващата година е издадена и на английски език  в Скопие – „You believe: eight views on the Holocaust in the Balkans“.
Книгите ѝ са на съвременна тематика, разглеждат сложните интимни отношения в условията на болезнена съвременна действителност. Двата романа – „Консорциум Алтернус“ и „Кандидат-президента“ – носят черти на съвременен исторически трилър. „Близка връзка“ ги оформя в трилогия за трудния път на членовете и приятелите на едно семейство от края на Втората световна война до наши дни.
"Консорциум Алтернус" разказва трудната съдба на членовете на едно еврейско семейство преди войната и влиянието на тези събития върху слдващото поколение. Романът е преведен на немски и испански.
„Преследвачът на звуци“ е документална фикция за съдбата на няколко млади музиканти от края на 60-те години, след събитията на Пражката пролет,  и опитът им да емигрират на Запад. Това е първа част от нова трилогия, посветена на емиграцията.
„Рафаел“ е документален роман върху гоненията на евреите през годините 1941-1944 и разказва историята на антисемитския процес срещу индустриалците Леон и Рафаел Арие, осъдени на смърт и обесени на 16 април 1943 г. в разгара на гоненията срещу евреите в царска България. Романът е преведен на гръцки. Върху романа има и написан сценарий.
Творби от Леа Коен са преведени на немски, испански, френски, английски, македонски, сръбски, албански, турски, гръцки и румънски език.